# لبخند گلاسکو

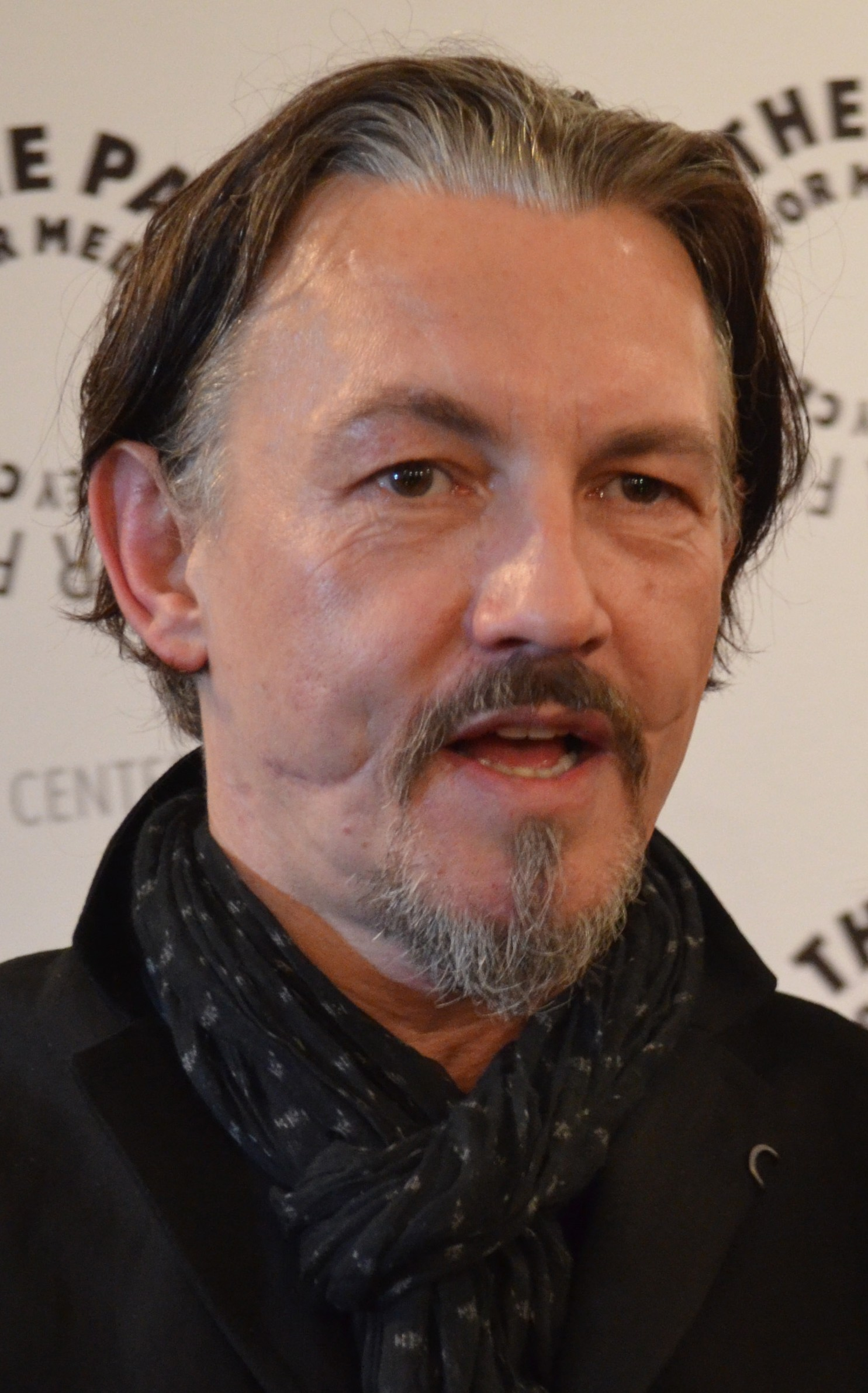
لبخند گلاسکو تامی فلاناگان (بازیگر) هنگامی که در خارج یک بار در اسکاتلند مورد حمله قرار گرفت.

لبخند گلاسکو (همچنین شناخته شده به عنوان لبخند چلسی، گلاسکو یا پوزخند چشایر ) یک زخم است که با ایجاد برش بر روی هر یک از گوشه‌های دهان قربانی تا گوش‌ها ایجاد می‌شود که به موجب آن یک جوشگاه یا اسکار به شکل لبخند به وجود می‌آید.
این عمل معمولاً با تیغ موکت‌بری یا یک قطعه از شیشه‌های شکسته صورت می‌گیرد، و اسکار آن این تصور را ایجاد می‌کند که قربانی گوش تا گوش می‌خندد.
گفته شده‌است که این عمل در گلاسکو، اسکاتلند در دهه ۱۹۲۰ و دههٔ ۱۹۳۰ آغاز شده‌است اما در میان باندهای خیابانی انگلیسی محبوب شد (به خصوص در چلسی هدهانترز، یک هولیگانیسم فوتبالی مستقر در لندن که در میان آنها به عنوان «پوزخند چلسی» یا «لبخند چلسی» شناخته می‌شد).از کاراکتر‌های سینمایی می‌توان به جوکر اشاره نمود که لبخند گلاسکو آن به صرف محبوبیتش سبب شد که عده زیادی دست به پاره کردن دهان خود بزنند که به این عمل در روانشناسی جوکر می‌گویند.